# 1795 у Миколаєві
| Роки в Миколаєві 1789 • 1790 • 1791 • 1792 • 1793 • 1794 • 1795 • 1796 • 1797 • 1798 • 1799 • → Див. також: XIX століття |

1795 у Миколаєві — список важливих подій, що відбулись у 1795 році в Миколаєві. Також подано перелік відомих осіб, пов'язаних з містом, що народились або померли цього року.

## Події

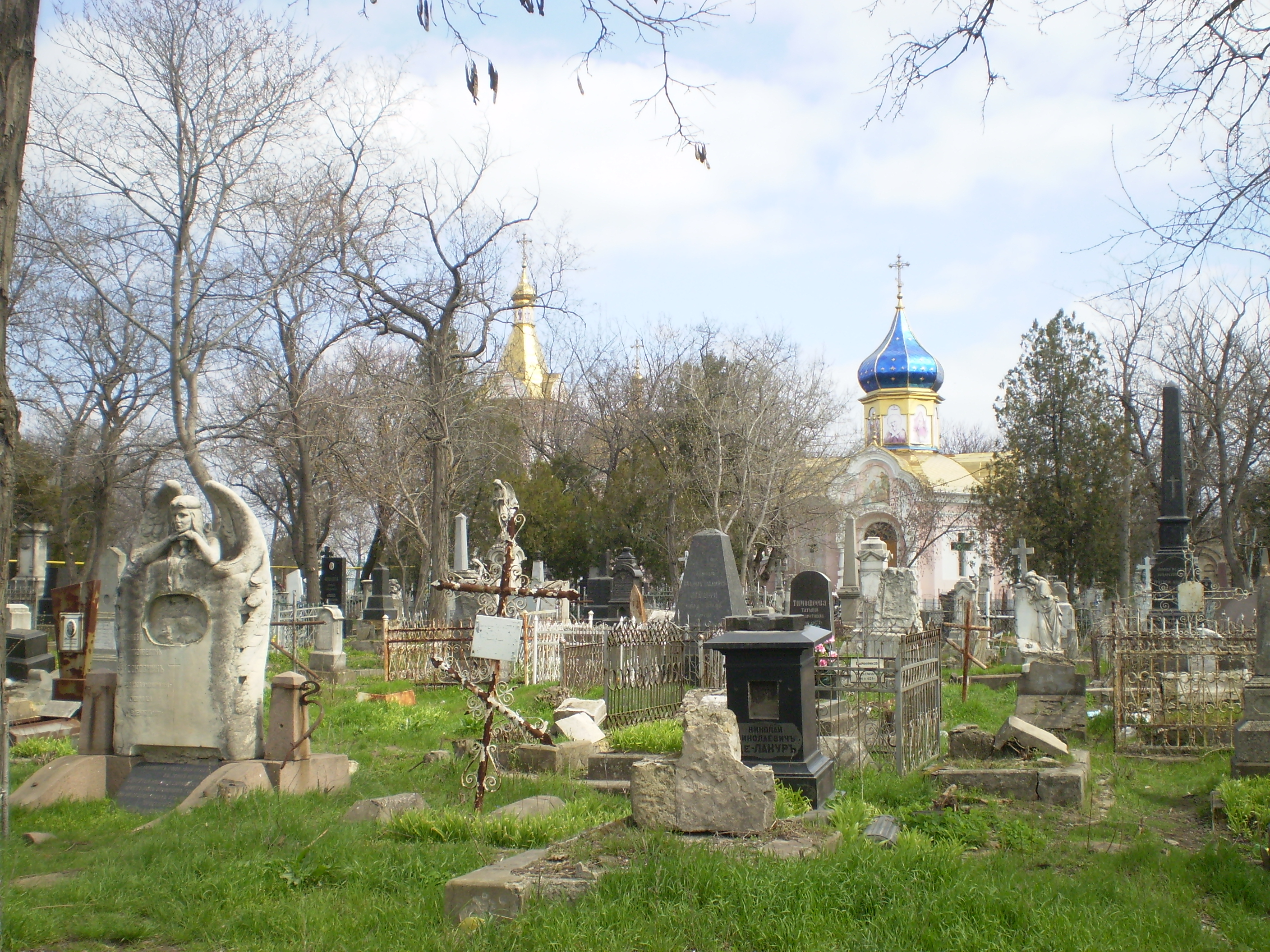
Некрополь Миколаєва

- Миколаїв вперше згадується як місто у «Повному зібранні законів Російської імперії»[1].
- У Миколаєві засновано градоначальництво і проведено перший перепис населення[1]. Першим градоначальником (1795–1797) став колезький асесор Вороновський[2].
- Миколаїв приписаний до Вознесенського намісництва[1].
- Перша згадка про Миколаївський некрополь — карта 1795 року має мітку про міське кладовище[3]. Дотепер тут збереглося багато могил з козацькими хрестами[4].
- У Тернівці, що тоді була окремим поселенням і де тоді мешкали з 1792 року османи, які потрапили в полон під час російсько-турецької війни (1787—1792) і які забажали залишитися в Російській імперії почалось зведення мечеті[5].

## З'явилися

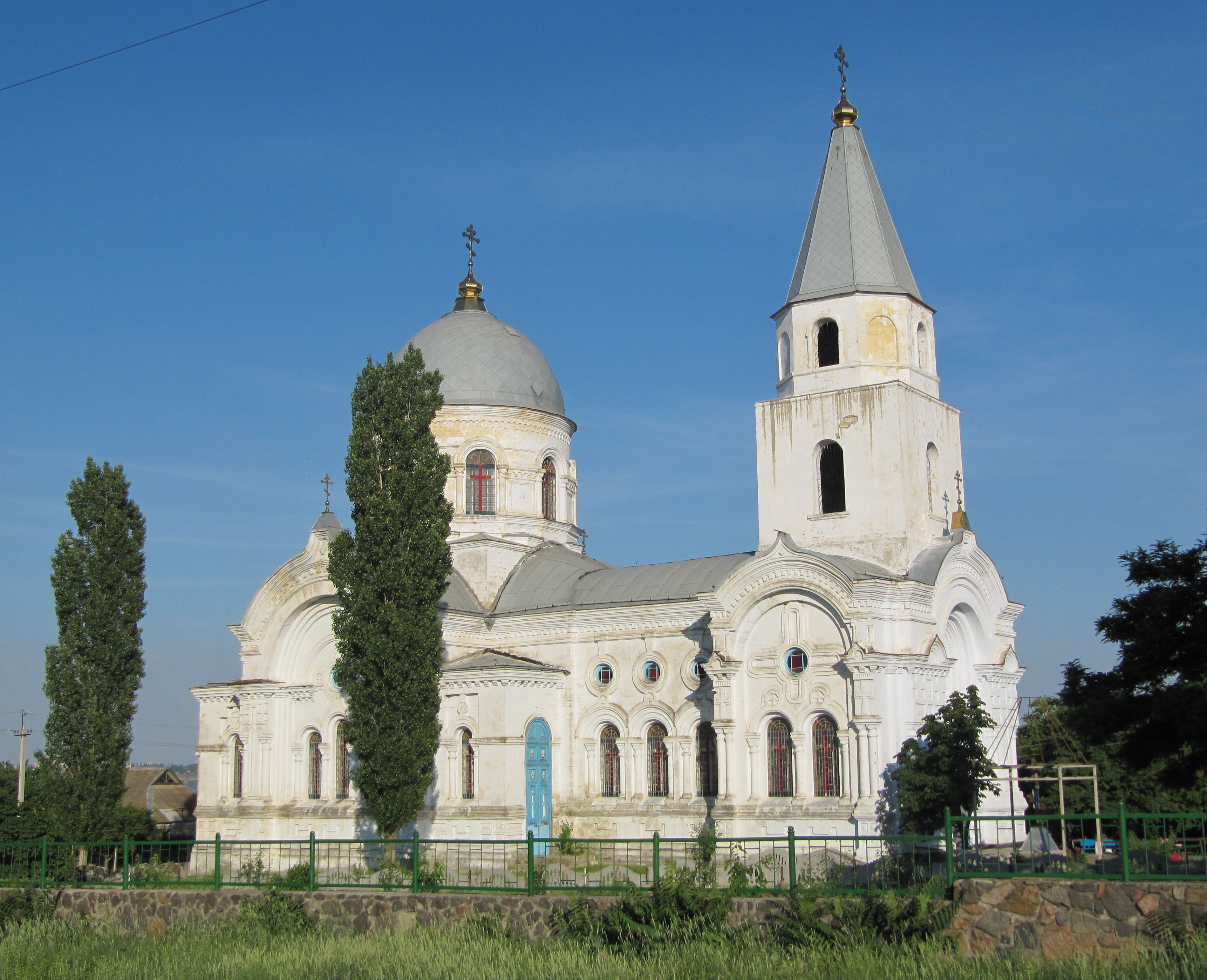
Церква Петра і Павла у Матвіївці

- З Херсона до Миколаєва переведений морський кадетський корпус, який розмістився у спеціально зведеному для нього приміщенні, будівництво якого було закінчене цього ж року. Попечителем та розпорядником його став капітан першого рангу Микола Язиков. В рік переведення кадетського корпусу до Миколаєва відбувся випуск на флот 21 гардемарина[6]. Наступного року Комітет освіти при Адміралтейств-Колегії вирішив, що достатньо мати один кадетський корпус в Петербурзі, а в новозбудованому приміщенні краще відкрити штурманське училище та училище корабельної архітектури[7].
- У селищі Матвіївка (нині входить до складу Центрального району Миколаєва) зведена кам'яна церква в ім'я апостолів Петра і Павла[8].
- Завершилося будівництво першого мосту через Інгул, яке розпочалося у 1792. Перший Інгульський міст збудовано як наплавний, прокладений на понтонах[4].
- На плані з'являється назва «село Корениха». Вона походить від назви турецького села Каранья-Кір — «Чорний степ» (існувало з XIV століття)[9].
- Почалося будівництво першого об'єкту міської каналізації — міської канави, що споруджувався полоненими турками та каторжниками під керівництвом капітана-інженера Горохова. Канава пролягала найнижчим місцем у місті — вздовж вулиці Міщанської, вздовж якої також протікав рукав дельти Інгула. Канава охороняла місто під час злив від затоплення. Згодом канава отримала назву — Міщанська[10].